# Trachycarpidium
Trachycarpidium là một chi rêu trong họ Pottiaceae.